# Ильчигуловский сельсовет (Миякинский район)
Ильчигуловский сельсовет — муниципальное образование в Миякинском районе Башкортостана.
Административный центр — село Ильчигулово.

## История

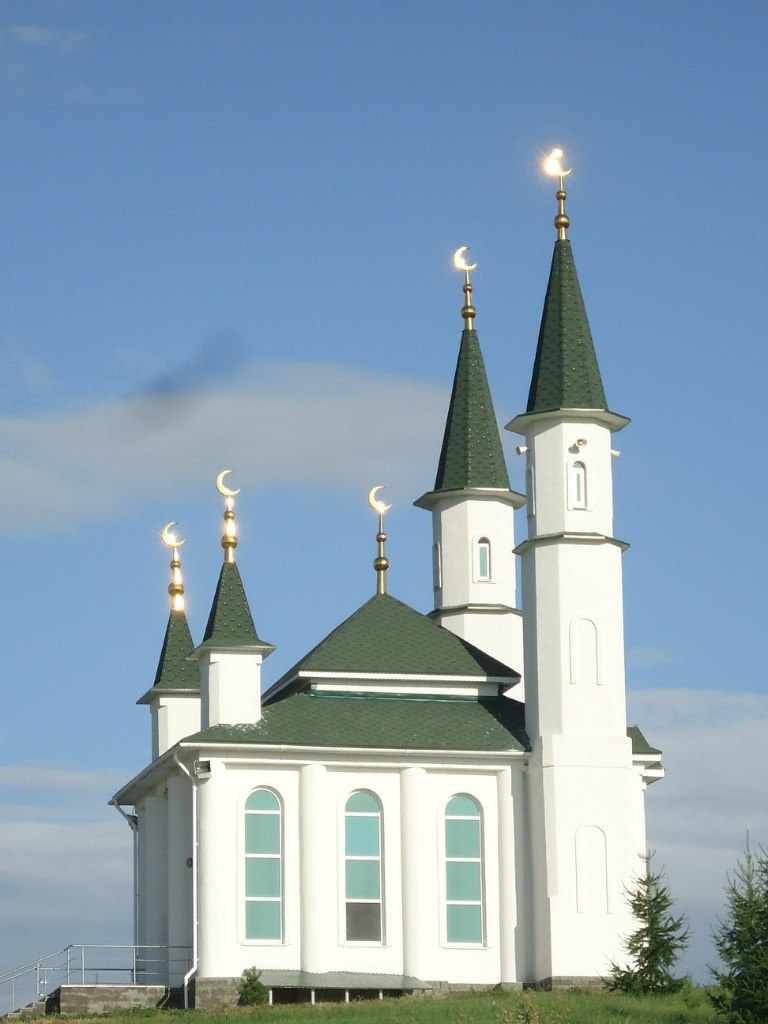
Мечеть в Нарыстау

Согласно Закону о границах, статусе и административных центрах муниципальных образований в Республике Башкортостан имеет статус сельского поселения.

## Население
| 2002 | 2009  | 2010 | 2012 | 2013 | 2014 | 2015 |
| ---- | ----- | ---- | ---- | ---- | ---- | ---- |
| 1107 | ↘1083 | ↘978 | ↘947 | ↘911 | ↗916 | ↘883 |
| 2016 | 2017  | 2018 |      |      |      |      |
| ↘847 | ↘831  | ↘810 |      |      |      |      |

## Состав сельского поселения
| № | Населённый пункт | Тип населённого пункта       | Население |
| - | ---------------- | ---------------------------- | --------- |
| 1 | Ильчигулово      | село, административный центр | ↘569      |
| 2 | Нарыстау         | село                         | ↘331      |
| 3 | Сергеевка        | деревня                      | ↗78       |